# Bausen
Bausen (španělsky Bausén) je španělská obec v Údolí Arán, v západní části autonomní oblasti Katalánsko. Žije zde 60 obyvatel.